# Давід Ганцко
Давід Ганцко (словац. Dávid Hancko; нар. 13 грудня 1997, Превідза) — словацький футболіст, захисник «Феєнорда».
Виступав, зокрема, за клуби «Жиліна», «Фіорентіна» та «Спарта» (Прага), а також національну збірну Словаччини.

## Клубна кар'єра
Народився 13 грудня 1997 року в місті Превідза. Вихованець юнацьких команд футбольних клубів «Татран Каменец», «Банік» та «Жиліна».
У дорослому футболі дебютував 2015 року виступами за фарм-клуб «Жиліни», в якому провів два сезони, взявши участь у 45 матчах чемпіонату. Більшість часу, проведеного у складі У складі, був основним гравцем захисту команди.
Своєю грою за цю команду привернув увагу представників тренерського штабу основної команди «Жиліни», до складу якої приєднався 2016 року. Відіграв за команду з Жиліни наступні два сезони своєї ігрової кар'єри.
До складу клубу «Фіорентина» приєднався 14 червня 2018 року, підписавши з клубом п'ятирічний контракт. Станом на 23 лютого 2021 року відіграв за «фіалок» 5 матчів в національному чемпіонаті.
З 2019 року на правах оренди виступав у складі празької «Спарти», а згодом — до 2022 — року мав контракт із цим клубом.

## Виступи за збірні
2015 року дебютував у складі юнацької збірної Словаччини, взяв участь у 8 іграх на юнацькому рівні, відзначившись одним забитим голом.
З 2017 року залучається до складу молодіжної збірної Словаччини. На молодіжному рівні зіграв у 9 офіційних матчах.
2018 року дебютував в офіційних матчах у складі національної збірної Словаччини.

## Титули і досягнення
- Чемпіон Словаччини (1):

«Жиліна»: 2016-17
- Володар Кубка Чехії (1):

«Спарта»: 2019-20
«Феєнорд»
- Чемпіон Нідерландів: 2022–23[2]
- Володар Кубка Нідерландів: 2023–24[3]
- Володар Суперкубка Нідерландів: 2024[4]

Особисті досягнення
- Команда місяця Ередивізі (3): лютий 2024[5], квітень 2024[6], травень 2024[7]

| Дата       | Місто           | Господарі   | Результат | Гості       | Турнір                               | Голи | Примітки |
| ---------- | --------------- | ----------- | --------- | ----------- | ------------------------------------ | ---- | -------- |
| 13-10-2018 | Трнава          | Словаччина  | 1 – 2     | Чехія       | Ліга націй УЄФА 2018-2019 - 1-й етап | -    | 80'      |
| 16-10-2018 | Стокгольм       | Швеція      | 1 – 1     | Словаччина  | товариський матч                     | -    |          |
| 16-11-2018 | Трнава          | Словаччина  | 4 – 1     | Україна     | Ліга націй УЄФА 2018-2019 - 1-й етап | -    |          |
| 19-11-2018 | Прага           | Чехія       | 1 – 0     | Словаччина  | Ліга націй УЄФА 2018-2019 - 1-й етап | -    |          |
| 21-3-2019  | Трнава          | Словаччина  | 2 – 0     | Угорщина    | Відбір до ЧЄ 2020                    | -    |          |
| 24-3-2019  | Кардіфф         | Уельс       | 1 – 0     | Словаччина  | Відбір до ЧЄ 2020                    | -    |          |
| 11-6-2019  | Баку            | Азербайджан | 1 – 5     | Словаччина  | Відбір до ЧЄ 2020                    | 1    |          |
| 6-9-2019   | Трнава          | Словаччина  | 0 – 4     | Хорватія    | Відбір до ЧЄ 2020                    | -    |          |
| 9-9-2019   | Будапешт        | Угорщина    | 1 – 2     | Словаччина  | Відбір до ЧЄ 2020                    | -    |          |
| 10-10-2019 | Трнава          | Словаччина  | 1 – 1     | Уельс       | Відбір до ЧЄ 2020                    | -    |          |
| 16-11-2019 | Рієка           | Хорватія    | 3 – 1     | Словаччина  | Відбір до ЧЄ 2020                    | -    |          |
| 19-11-2019 | Трнава          | Словаччина  | 2 – 0     | Азербайджан | Відбір до ЧЄ 2020                    | -    |          |
| 24-3-2021  | Нікосія         | Кіпр        | 0 – 0     | Словаччина  | Відбір до ЧС 2022                    | -    |          |
| 27-3-2021  | Трнава          | Словаччина  | 2 – 2     | Мальта      | Відбір до ЧС 2022                    | -    | 39'      |
| 18-6-2021  | Санкт-Петербург | Швеція      | 1 – 0     | Словаччина  | ЧЄ 2020 - 1-й етап                   | -    | 84'      |
| 4-9-2021   | Братислава      | Словаччина  | 0 – 1     | Хорватія    | Відбір до ЧС 2022                    | -    |          |
| 7-9-2021   | Братислава      | Словаччина  | 2 – 0     | Кіпр        | Відбір до ЧС 2022                    | -    | 90+2'    |
| 8-10-2021  | Казань          | Росія       | 1 – 0     | Словаччина  | Відбір до ЧС 2022                    | -    |          |
| 11-10-2021 | Осієк           | Хорватія    | 2 – 2     | Словаччина  | Відбір до ЧС 2022                    | -    | 89'      |
| 14-11-2021 | Мдіна           | Мальта      | 0 – 6     | Словаччина  | Відбір до ЧС 2022                    | -    | 70'      |
| 25-3-2022  | Осло            | Норвегія    | 2 – 0     | Словаччина  | товариський матч                     | -    |          |
| 29-3-2022  | Мурсія          | Фінляндія   | 0 – 2     | Словаччина  | товариський матч                     | -    | 46'      |
| Усього     |                 | Матчів      | 22        |             | Голів                                | 1    |          |